# Proekt inzjenera Prajta
Proekt inzjenera Prajta (russisk: Проект инженера Прайта) er en russisk stumfilm fra 1918 af Lev Kulesjov.

## Medvirkende
- N. Gardy
- Jelena Komarova
- Boris Kulesjov
- Eduard Kulganek
- L. Polevoj